# Christophe Rochus
Christophe Rochus (Namur, 1978. december 15. –) belga hivatásos teniszező. Eddigi karrierje során 2 egyéni ATP-döntőt játszott, és 1 páros tornát nyert meg. Öccse, Olivier is profi teniszező.

## ATP-döntői

### Egyéni

#### Elvesztett döntői (2)
| Összesítés                                            | Összesítés |
| ----------------------------------------------------- | ---------- |
| Grand Slam-torna                                      | (0)        |
| ATP World Tour Masters 1000 / ATP Masters Series      | (0)        |
| ATP World Tour 500 Series / International Series Gold | (1)        |
| ATP World Tour 250 Series / International Series      | (1)        |
| ATP World Tour Finals / Tennis Masters Cup            | (0)        |

|   | Dátum             | Torna                                        | Borítás         | Ellenfél a döntőben | Eredmény a döntőben |
| 1 | 2003. április 28. | Open de Tenis Comunidad Valenciana, Valencia | Salak           | Juan Carlos Ferrero | 2-6, 4-6            |
| 2 | 2006. február 20. | ABN AMRO World Tennis Tournament, Rotterdam  | Kemény (fedett) | Radek Štěpánek      | 0-6, 3-6            |

### Páros

#### Győzelmei(1)
|   | Dátum           | Torna                 | Borítás | Partner        | Ellenfelek a döntőben          | Eredmény a döntőben |
| 1 | 2000. január 3. | Chennai Open, Chennai | Kemény  | Julien Boutter | Saurav Panja / Srinath Prahlad | 7-5, 6-1            |

#### Elvesztett döntői (2)
|   | Dátum            | Torna                       | Borítás | Partner        | Ellenfelek a döntőben          | Eredmény a döntőben |
| 1 | 2005. július 25. | Austrian Open, Kitzbühel    | Salak   | Olivier Rochus | Leoš Friedl / Andrei Pavel     | 2-6, 7-6, 0-6       |
| 2 | 2006. január 2.  | Qatar ExxonMobil Open, Doha | Kemény  | Olivier Rochus | Jonas Björkman / Makszim Mirni | 6-2, 3-6, 8-10      |

## Külső hivatkozások
- Christophe Rochus profilja az ATP oldalán (angolul)